# Малкоч (Молдова)
Малкоч (рум. Malcoci) — село в Яловенському районі Молдови. Утворює окрему комуну.